# Honeko Akabanes Bodyguard
Honeko Akabanes Bodyguard (jap. 赤羽骨子のボディガード Akabane Honeko no Bodyguard) ist eine Manga-Serie von Masamitsu Nigatsu, die von 2022 bis 2024 in Japan erschien. Die romantische Action-Komödie wurde in mehrere Sprachen übersetzt, darunter auch ins Deutsche. 

## Inhalt
Seit früher Kindheit kennt Arakuni Ibuki (威吹荒邦) seine Freundin Honeko Akabane (赤羽骨子). In der Oberschule wird ihm offenbart, dass die Tochter zweier Anwälte von mehreren Attentätern verfolgt wird. Der temperamentvolle und von den anderen in seiner Klasse gefürchtete Ibuki erhält von einem Gangsterboss die Aufgabe, sie bis zum Schulabschluss zu beschützen. Aber Akabane darf davon nichts erfahren. Das Mädchen hat einen ausgeprägten Gerechtigkeitssinn, will selbst Anwältin werden und ist bereits Schulsprecherin. Daher weist sie Ibuki auch immer wieder zurecht, wenn er in Schlägereien gerät – und ist die einzige an der Schule, die sich das traut. Mit der Zeit stellt sich heraus, dass es in ihrer Klasse an der Sosoji-Oberschule noch weitere Geheimnisse gibt und dass sie Attentäter und Yakuza um Ibuki auch noch andere, eigene Interessen verfolgen.

## Veröffentlichung
Die Serie erschien von September 2022 bis November 2024 in einzelnen Kapiteln im Shōnen Magazine bei Kodansha. Der Verlag bringt den Manga auch gesammelt in insgesamt zwölf Bänden heraus. Eine deutsche Fassung wird seit Februar 2024 von Planet Manga in bisher sieben Bänden veröffentlicht (Stand Juni 2025). Die Übersetzung stammt von Benjamin Rusch. Auch eine italienische Fassung erscheint bei Planet Manga, während beim amerikanischen Ableger von Kodansha eine englische Übersetzung herausgegeben wird.
Am 2. August 2024 startete in den japanischen Kinos ein Live-Action-Film zur Serie. Regie führt Junichi Ishikawa und das Drehbuch schrieb Hiroyuki Yatsu.